# Volilna pravica
Volilna pravica je v sodobnih demokratičnih ureditvah določena v ustavi kot ena temeljnih političnih pravic državljana. Volilna pravica pomeni, da volivci lahko resnično svobodno izbirajo med različnimi kandidati oziroma političnimi strankami na volitvah. Svoboda volitev obsega tudi možnost vsakega volilca, da uveljavi svojo volilno pravico.
Volitve so v sodobnem pojmovanju demokracije eden najpomembnejših izrazov ljudske suverenosti in nujni pogoj za demokratično oblikovanje najpomembnejših organov, zlasti predstavniškega telesa, kot tudi nujni pogoj za vzpostavitev in ohranitev sodobne pravne države. Z volitvami volivci podelijo članom parlamenta mandat, da odločajo v njihovem imenu o najpomembnejših družbenih vprašanjih. 
V Sloveniji imajo volilno pravico državljani, ki dopolnijo 18 let (polnoleten). Posebej je urejena volilna pravica pripadnikov italijanske in madžarske narodne skupnosti za volitve poslancev teh narodnih skupnosti. Pravico voliti in biti voljen za poslanca italijanske oziroma madžarske narodne skupnosti ima samo pripadnik teh narodnih skupnosti.

## Vrste volilnih pravic
- Splošna volilna pravica: pripada vsem polnoletnim dražavljanom (ne glede na spol).
- Omejena volilna pravica: volitev z raznimi cenzusi (starost, premoženje, izobrazba, dolgotrajneše bivanje)
- Enaka volilna pravica: vsak oddani glas ima enako vrednost
- Neenaka volilna pravica: volivci so razdeljeni v več volilnih razredov po socialni razslojenosti.
- Aktivna volilna pravica: je pravica voliti.
- Pasivna volilna pravica: je pravica biti izvoljen. Za nekatere voljene funkcionarje (na primer predsednika republike) so določeni pogoji, da lahko kandidira (starostna meja itd.).
- Neposredna volilna pravica: volivci sami demokratično glasujejo, nimajo posrednika
- Posredna volilna pravica: volivci izberejo posrednike in ti nato izvolijo izbrane predstavnike